# Bob Manno
Robert John „Bob“ Manno (* 31. Oktober 1956 in Niagara Falls, Ontario) ist ein ehemaliger italo-kanadischer Eishockeyspieler und -trainer. Seine 388 absolvierten NHL-Spiele sind die meisten eines gedrafteten Italieners in der NHL-Geschichte.

## Karriere
Bob Manno begann in seiner Heimat Niagara Falls mit dem Eishockeyspielen. In seiner Jugend spielte er für die Niagara Falls Flyers in der OJHL und für die Hamilton Red Wings und die St. Catharines Black Hawks in der Ontario Hockey Association. Im NHL Amateur Draft 1976 wurde er von den Vancouver Canucks in der zweiten Runde an 26. Stelle gedraftet. Von 1976 bis 1981 war er für die Vancouver Canucks in der National Hockey League aktiv, sowie in der unterklassigen Central Hockey League für die Tulsa Oilers und Dallas Black Hawks. 1981 wechselte er zu den Toronto Maple Leafs, für die in der Spielzeit 1981/82 seine persönlich erfolgreichste NHL-Saison absolvierte, als der Italo-Kanadier in 72 Partien neun Tore und 41 Torvorlagen erzielte und aufgrund seiner guten Leistungen im Verlauf dieser Spielzeit mit der Teilnahme am NHL All-Star Game geehrt worden war. Anschließend ging er nach Italien für den HC Meran aufs Eis.
Nach einer Saison kehrte er in die NHL zurück und heuerte bei den Detroit Red Wings an. Dort spielte er von 1983 bis 1985 sowie zeitgleich in der American Hockey League bei den Adirondack Red Wings. Nach dem einjährigen Gastspiel in Meran in der Spielzeit 1982/83 zog es ihn wieder nach Italien. Er spielte in den Jahren 1985/86 und 1986/87 wieder in Meran. Anschließend spielte er in der italienischen Serie A noch für den HC Fassa von 1987 1989, den HC Milano Saima von 1989 bis 1992 und den HC Bozen von 1992 bis 1994.
Nach dem Ende seiner aktiven Karriere trainierte er in Italien unter anderem seine ehemaligen Vereine Bozen und Mailand. Als Trainer war er 1998 erstmals in Deutschland aktiv. Manno betreute die Frankfurt Lions in der Saison 1998/99, trat allerdings schon am 17. Oktober 1998 aus persönlichen Gründen zurück. Von April 1999 bis 2000 war er Trainer der Augsburger Panther, wurde aber nach einer Heimniederlage gegen den amtierenden Meister München Barons am 21. Oktober 2000 vorzeitig entlassen.
Am 29. November 2007 trat Manno die Nachfolge des zuvor entlassenen Erich Kühnhackl als Trainer der Straubing Tigers an. Gleich zu Beginn seines Engagements konnten die Tigers einen 7:1-Sieg über die DEG Metro Stars feiern. Zunächst unterschrieb er einen Vertrag für die Saison 2007/08, im Februar 2008 verlängerte er diesen um ein Jahr bis zum Ende der Saison 2008/09. Nach der Saison verließ er die Tigers und unterschrieb beim Ligakonkurrenten ERC Ingolstadt. Er trainierte die Ingolstädter Panther in der Saison 2009/10, wurde aber vor Ende der Spielzeit im Februar 2010 aufgrund der unbefriedigenden sportlichen Situation vorzeitig beurlaubt.

### International
Für Italien nahm Manno an der A-Weltmeisterschaften 1982, sowie den B-Weltmeisterschaften 1986, 1987 und 1989 bis 1992 teil. Des Weiteren stand er im Aufgebot Italiens bei den Olympischen Winterspielen 1992 in Albertville.

## Erfolge

### Als Spieler
- Gewinn der B-Weltmeisterschaft mit Italien
- Teilnahme am NHL All-Star Game 1982
- Italienischer Meister mit dem HC Meran (1986) und mit dem HC Milano Saima (1991)
- Gewinn der Alpenliga 1994 mit dem HC Bozen

### Als Trainer
- Italienischer Meister mit dem HC Bozen 1995 und 1996
- Gewinn des Europäischen Supercup mit dem HC Bozen 1995